# Métatorbernite
La métatorbernite est un minéral radioactif de la famille des phosphates. Il a été découvert en 1916 dans les Monts Métallifères, dans le Land de Saxe (Allemagne), et a été nommé ainsi par Arthur Francis Hallimond à cause de sa formule chimique, similaire à celle de la torbernite, mais avec une teneur en eau inférieure. Il fait partie des minéraux du groupe de la méta-autunite.

## Caractéristiques
La métatorbernite est un phosphate d'uranyle et de cuivre hydraté. Sa structure cristalline se compose de couches alternées d'uranyle et de phosphate, comme tous les minéraux du groupe de la méta-autunite à laquelle il appartient. Il forme une série de solution solide avec le minéral métazeunérite, dans laquelle le remplacement progressif du phosphore par l'arsenic donne les différents minéraux de la série. En plus des éléments de sa formule, il peut contenir comme impuretés : calcium, baryum et magnésium, qui lui donnent différentes nuances. Toujours selon les impuretés présentes, les cristaux peuvent montrer différents types d'éclat, de terreux-nuageux à translucide-soyeux.
Il peut être utilisé comme minerai d'uranium. Étant un minéral radioactif, il doit être traité avec les précautions nécessaires : se laver les mains après l'avoir manipulé, éviter d'inhaler les poussières ou de l'ingérer, éviter les expositions prolongées à proximité du corps et, en cas de grandes quantités, le stocker dans des zones inhabitées.

## Classification
Selon la classification de Nickel-Strunz, la métatorbernite appartient à "08.EB: Phosphates et arséniates d'uranyle, avec un rapport UO2:RO4 = 1:1", avec les minéraux suivants : autunite, heinrichite, kahlerite, nováčekite-I, saléeite, torbernite, uranocircite, uranospinite, xiangjiangite, zeunérite, métarauchite, rauchite, bassetite, lehnerite, méta-autunite, métasaléeite, métauranocircite, métauranospinite, métaheinrichite, métakahlerite, métakirchheimerite, métanováčekite, métazeunérite, przhevalskite, méta-lodevite, abernathyite, chernikovite, méta-ankoléite, natrouranospinite, trögerite, uramphite, uramarsite, threadgoldite, chistyakovaïte, arsénuranospathite, uranospathite, vochtenite, coconinoïte, ranunculite, triangulite, furongite et sabugalite.

## Formation et gisements
Il est formé comme minéral secondaire résultant de la déshydratation par météorisation du minéral torbernite. Il peut également être formé comme minéral primaire au-dessus de 75 °C. Il est en général associé à d'autres minéraux tels que la torbernite et la méta-autunite.